# Aleksandr Gomelski Universal Sports Hall CSKA
Aleksandr Gomelski Universal Sports Hall CSKA, ook wel bekend als USH CSKA, en voorheen bekend als Sportpaleis CSKA, is een overdekte sportarena, die is gevestigd in Moskou. De arena wordt voornamelijk gebruikt voor het houden van basketbal en zaalvoetbal maar kan ook worden gebruikt voor boksen, volleybal, handbal, tennis, gymnastiek, turnen, worstelen, schermen, martial arts en andere sporten. De arena kan ook gebruikt worden voor dans- en andere evenementen. De capaciteit van de arena voor basketbalwedstrijden is 5.500 toeschouwers.
De arena werd begin oktober 2006 ter ere van de overleden Aleksandr Gomelski (hoofdbasketbalcoach en erevoorzitter van PBK CSKA Moskou) Aleksandr Gomelski Universal Sports Hall CSKA genoemd.

## Geschiedenis
De bouw van de Universal Sports Hall CSKA werd voltooid in 1979, tijdens de voorbereidingen voor de Olympische Zomerspelen van 1980, die werden georganiseerd in Moskou. De arena werd gebruikt als locatie voor het Olympisch basketbaltoernooi. In 1984 werd de zaal gebruikt voor de Vriendschapsspelen.
De Universal Sports Hall CSKA is al lange tijd de thuisarena van de basketbalclub PBK CSKA Moskou maar wordt ook als thuisarena gebruikt door de zaalvoetbalclub MFK CSKA Moskou. Vroeger werd de zaal ook door ŽBK CSKA Moskou gebruikt.